# PA Md. 2000突擊步槍
2000年型5.56毫米口徑自動步槍（羅馬尼亞語：Puşca automată, calibrul 5,56mm, Model 2000）是通過「北約型單兵武器系統」捐贈計劃替代羅馬尼亞陸軍舊式衝鋒槍的突擊武器。 它將使用5.56×45mm NATO口徑彈藥。

## 使用國
- 羅馬尼亞

## 另見
- PM md. 63突擊步槍